# بوسي كات (فلم)
بوسي كات فيلم مصري من إنتاج عام 2013.

## القصة
بوسي فتاة جميلة تمتلك كوافير في منطقة شعبية يسمى بوسي كات وتعيش بشكل متناقض مع أخلاقيات المنطقة المحيطة بها وتتسبب في مشكلة لأختها التي يرفض أهل حبيبها الزواج منها وتقع بوسي في حب شخص غامض يسمى حمادة يعيش في المنطقة ويورطها في مشكلة كبيرة وتستمر الأحداث بشكل كوميدي ملئ بالإثارة

## بطولة
- راندا البحيري
- صوفيا
- علاء مرسي
- هالة فاخر
- انتصار
- سلوى عثمان
- سامي مغاوري
- رفيف
- منير مكرم
- هلا السعيد
- سها سالم

## روابط خارجية
- مقالات تستعمل روابط فنية بلا صلة مع ويكي بيانات